# Alcalde de Palma de Mallorca
El alcalde de Palma es la máxima autoridad política del Ayuntamiento de Palma de Mallorca. 
De acuerdo con la Ley Orgánica 5/1985, de 19 de junio, del Régimen Electoral General (actualmente vigente) el alcalde es elegido por la corporación municipal, que a su vez es elegida por sufragio universal por la ciudadanía de Palma con derecho a voto, mediante elecciones municipales celebradas cada cuatro años. En la misma sesión de constitución de la Corporación se procede a la elección del titular de la Alcaldía, pudiendo presentar candidatura todos los concejales que encabecen las correspondientes listas. Es proclamado electo el candidato que obtiene la mayoría absoluta de los votos. Si ninguno de ellos obtiene dicha mayoría es proclamado Alcalde el concejal o concejala que encabece la lista más votada.
El Ayuntamiento de Palma ha tenido más de 130 alcaldes desde su fundación en 1715, incluyendo al actual, Jaime Martínez Llabrés (PP) entre los que solo se encuentran dos mujeres,  
El primer alcalde de la ciudad fue Marco Antonio Cotoner Sureda de Vivot, marqués de Ariany que estuvo al frente del ayuntamiento de 1715 a 1718. La primera alcaldesa fue Catalina Cirer que llegó a la alcaldía en 2003. Le siguió Aina Calvo (2007-2011).

## Lista de alcaldes
Alcaldes de Palma de Mallorca en el siglo XXI:
| Orden | Alcalde                | Partido   | Inicio de mandato | Fin del mandato |
| ----- | ---------------------- | --------- | ----------------- | --------------- |
| 133   | Joan Fageda Aubert     | PP        | 1991              | 2003            |
| 134   | Catalina Cirer Adrover | PP        | 2003              | 2007            |
| 135   | Aina Calvo Sastre      | PSIB-PSOE | 2007              | 2011            |
| 136   | Mateu Isern Estela     | PP        | 2011              | 2015            |
| 137   | José Hila Vargas       | PSIB-PSOE | 2015              | 2017            |
| 138   | Antoni Noguera Ortega  | Més       | 2017              | 2019            |
| 139   | José Hila Vargas       | PSIB-PSOE | 2019              | 2023            |
| 140   | Jaime Martínez Llabrés | PP        | 2023              | Actualmente     |